# رايموند جونز (ملاكم)
رايموند جونز (بالإنجليزية: Raymond Jones)‏ (24 سبتمبر 1903 - ) هو ملاكم أسترالي، صنّف ضمن فئة الوزن المتوسط. شارك في الألعاب الأولمبية الصيفية 1924.

## وصلات خارجية
- ريمون جونز على موقع أوليمبيديا (الإنجليزية)